# Тринидад (Уругвай)
Тринидад (исп. Trinidad) — город в Уругвае, столица департамента Флорес.

## География
Находится на юге центральной части страны, при пересечении национальных шоссе № 3 и № 14. Река Саранди протекает в 4 км к западу от города; в 8 км к востоку от Тринидада протекает река Поронгос (обе являются притоками реки Йи). В 3,5 км к западу от города по шоссе № 3 находится заповедник. Абсолютная высота — 126 метров над уровнем моря.

## История
Был основан 18 июля 1805 года Хосе Артигасом под названием Поронгос. Получил современное название и статус города (Ciudad) в июле 1903 года в связи с постановлением Nº 2.829.

## Население
По данным на 2011 год население составляет 21 429 человек.
| Год  | Население |
| ---- | --------- |
| 1908 | 8317      |
| 1963 | 15 455    |
| 1975 | 17 597    |
| 1985 | 18 372    |
| 1996 | 20 031    |
| 2004 | 20 982    |
| 2011 | 21 429    |

Источник: Instituto Nacional de Estadística de Uruguay

## Известные уроженцы
- Гонсало Кастро Ирисабаль — футболист сборной Уругвая